# Ozark Mountain Daredevils

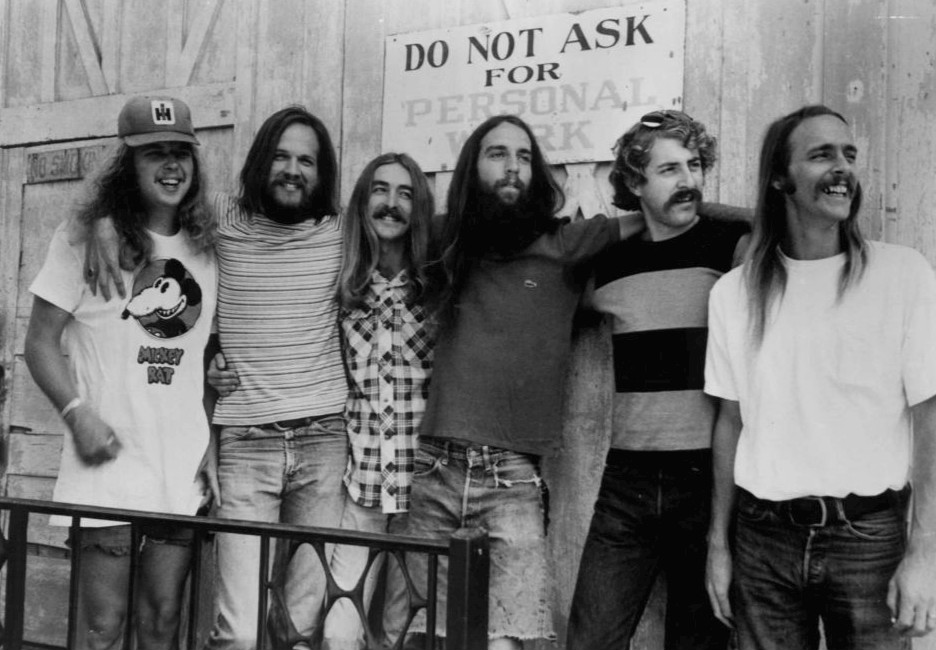
Ozark Mountain Daredevils en 1975

Les Ozark Mountain Daredevils sont un groupe de rock américain, formé en 1971 à Springfield, dans l'État du Missouri.
Depuis 1973, ils ont à leur actif une quinzaine d'albums.

## Membres

### Membres actuels
- John Dillon - voix, guitare, mandoline, fiddle, Guimbarde, autoharpe, harmonica, dulcimer, percussions, clavier
- Mike Granda[1],[2] - voix, guitare basse, mandoline, percussions
- Bill Jones - bois, cor
- Ruell Chappell - voix, clavier
- Ron Gremp - percussions, batterie
- Dave Painter - voix guitare
- Kelly Brown - clavier
- Nick Sibley - guitare, mandoline, chœur

### Anciens membres
- Steve Cash (en) - (†) - voix, harmonica, percussions, clavier
- Buddy Brayfield - voix, bois, clavier, percussions
- Randle Chowning (en) - voix, guitare, harmonica, mandoline
- Larry Lee - (†) - voix, batterie, guitare acoustique, synthétiseur, percussions, scie musicale
- Steve Canaday - voix, batterie, percussions, guitare basse
- Rune Walle - voix, guitare, cithare, banjo
- Jerry Mills - mandoline
- Larry Van Fleet - guitar basse
- Terry Wilson - voix, guitare
- Bobby Lloyd Hicks - voix, batterie, percussions
- Joe Trerry - voix, clavier
- Gary Smith - voix, guitare
- Jason Le Mastere - guitare
- Don Clinton Thompson - voix, guitare
- Rick Davidson - batterie, percussions
- Bill Brown - voix, guitare

## Discographie

### Album studio
- 1973 - The Ozark Mountain Daredevils
- 1974 - It'll Shine When It Shines
- 1975 - The Car Over the Lake Album
- 1976 - Men from Earth
- 1977 - Don't Look Down
- 1980 - Ozark Mountain Daredevils
- 1997 - 13